# Kilkenny Cross
Kilkenny Cross is een Nederlandse film uit 2006 van Eric Oosthoek, uitgebracht als Telefilm. De film is gebaseerd op een scenario van Hugo Heinen, en ging in première op 13 mei 2006.
De film werd onder andere opgenomen in Amsterdam en in Connemara, een landelijk gebied in het westen van Ierland, in de provincie Galway.

## Verhaal
Jordi is een fervent internetter, die verzamelkaarten van Magic: The Gathering spaart en dol is op zijn vriendin Tess. Hij komt op internet een jeugdfoto van zichzelf tegen, met de tekst dat zijn Ierse vader hem zoekt. Dan gaat hij bij zijn moeder verhaal halen, want zij had hem altijd verteld dat hij dood was. Zonder enig antwoord van zijn moeder trekt hij met zijn vriendin naar Ierland, op zoek naar zijn vader.

## Rolverdeling
- Sjoerd Dragtsma - Jordi
- Marielle Woltring - Tess
- Ariane Schluter - Anna
- Marcel Hensema - Rob
- Eoin McCarthy - Sean
- Sue Walsh - Caitlin
- Piet Kamerman - Samuel

## Achtergrond
De film is grotendeels opgenomen in Ierland, waar het verhaal zich ook afspeelt. Er werd gebruikgemaakt van een paar Ierse acteurs die weinig bekendheid genoten in eigen land, maar meer toneelervaring hadden.
De bekendste spelers in de film waren Marcel Hensema, die later in 2006 de rol van Koos van Dijk speelde in Wild Romance en Ariane Schluter, vooral bekend van de Theo van Goghs film 06.